# Antonio Parisi

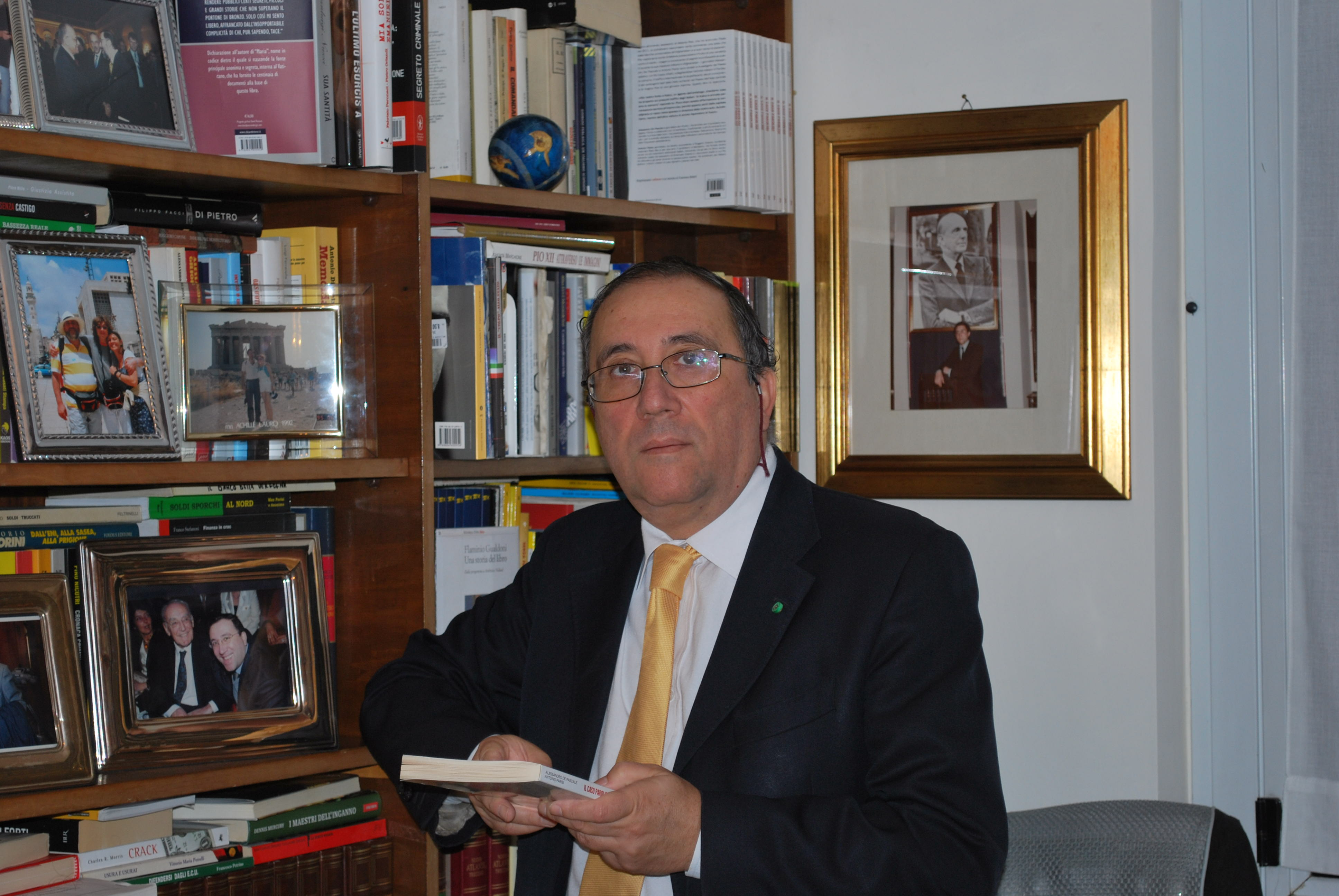
Antonio Parisi

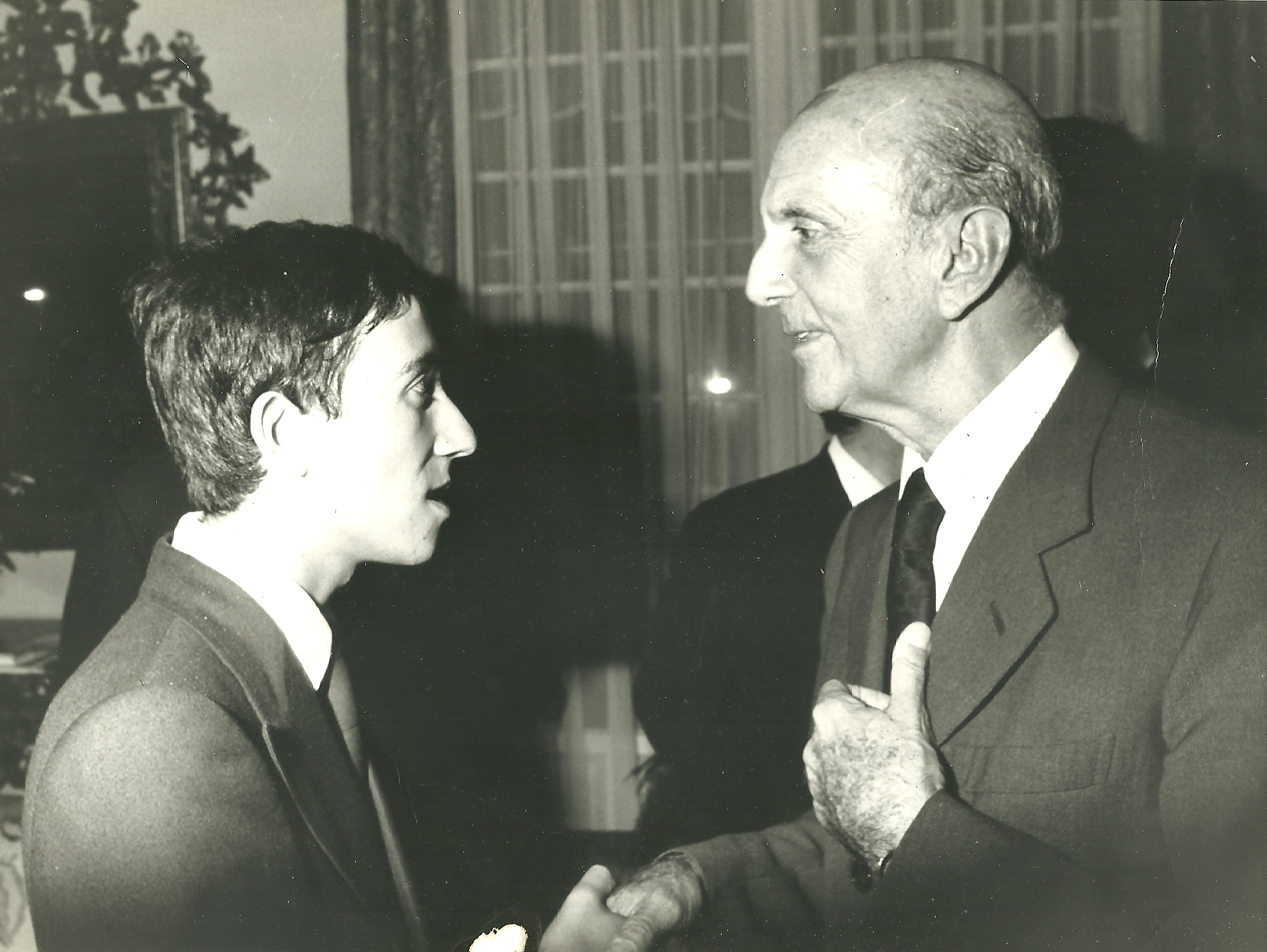
Antonio Parisi con Re Umberto II

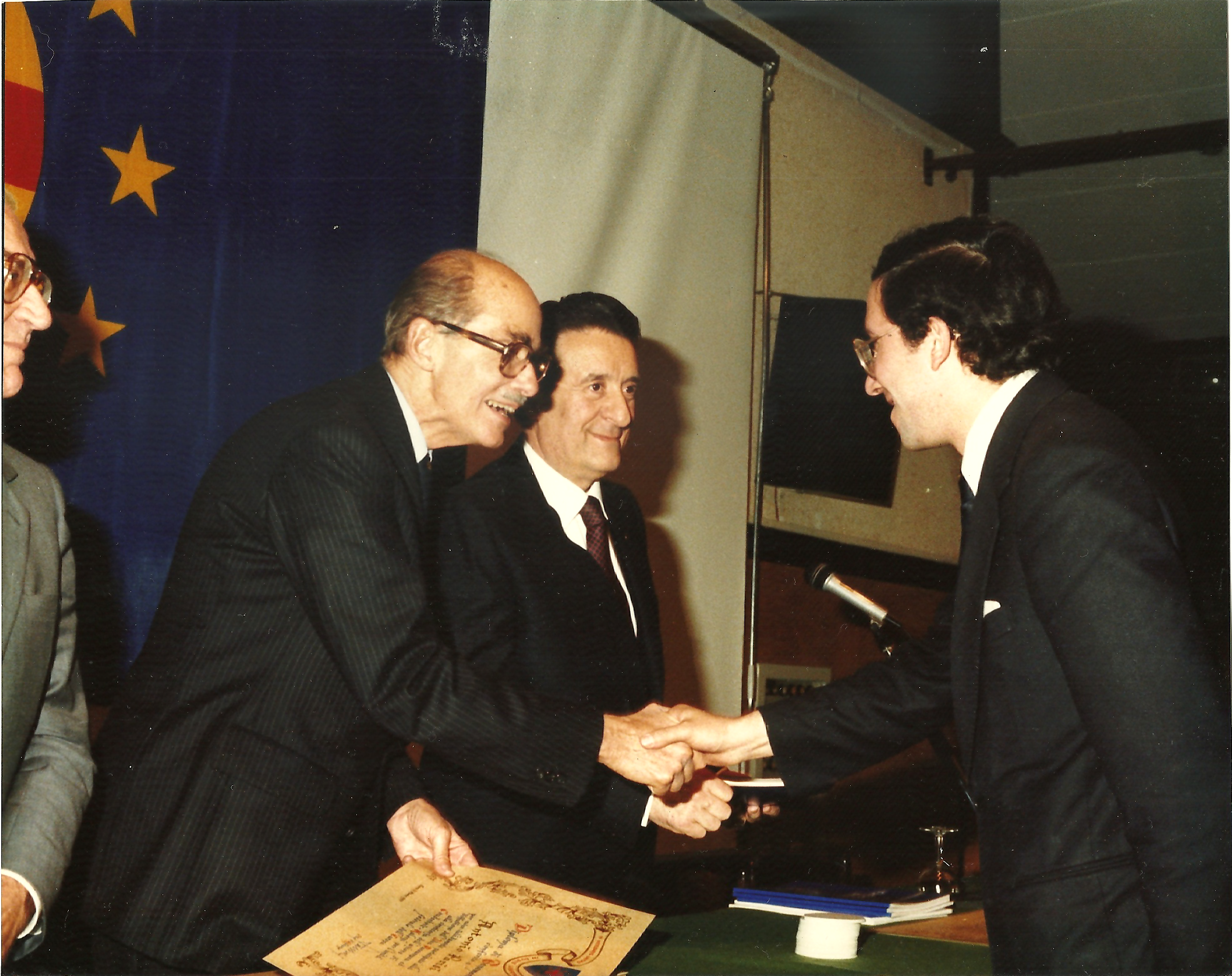
Antonio Parisi con l'Arciduca Otto d'Asburgo

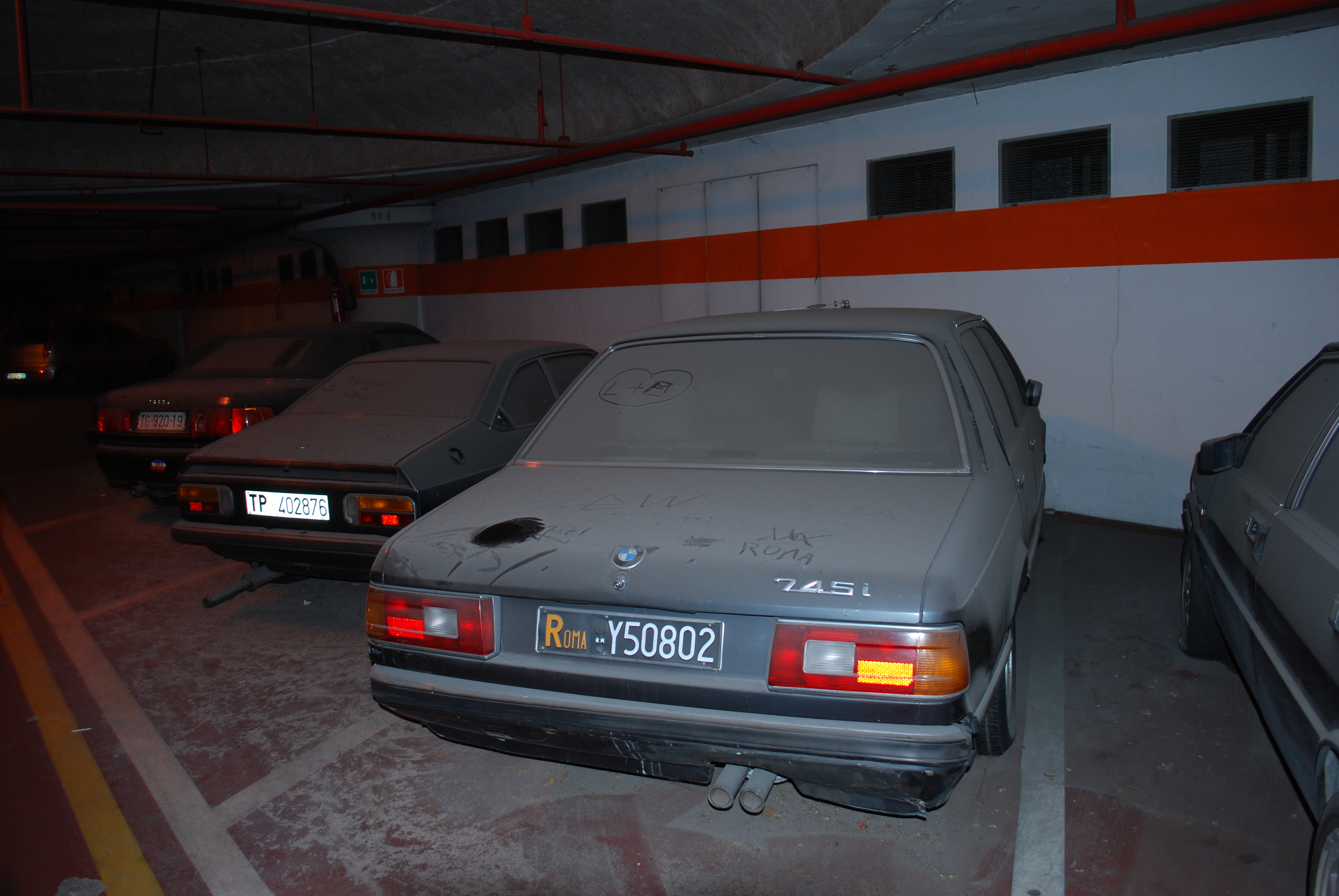
La BMW verosimilmente utilizzata per il rapimento di Emanuela Orlandi e ritrovata da Antonio Parisi, nel parcheggio di Villa Borghese a Roma

Antonio Parisi (Ginosa, 23 gennaio 1960) è un giornalista e scrittore italiano. Dal 2020 è patriarca della Chiesa Ortodossa Italiana Autocefala.

## Biografia
Si è occupato di politica ricoprendo l'incarico di Segretario Nazionale del Fronte Monarchico Giovanile dell'UMI dal 1982 sino alla morte dell'ultimo Re d'Italia, Umberto II, avvenuta il 18 marzo 1983. Fu fondatore nel 1984 con Sergio Boschiero del movimento politico Fert. Dopo la morte di Umberto II, ha collaborato, fino al 2000, con l'Arciduca Otto d'Asburgo.    
Insieme al giornalista e parlamentare Gustavo Selva ha ricostruito in Italia l'Unione Paneuropea.   
Dopo aver lavorato al quotidiano Commercio Estero, organo dell'Istituto nazionale per il commercio estero, fu chiamato nel 1992 a dirigere il mensile economico Europa Finanza. Nel 1992 ebbe anche la direzione della televisione toscana Tele 90 a cui seguì nel 1994, per 9 anni, la direzione responsabile dell'emittente nazionale Rete Mia subentrando nell'incarico a Ruggero Orlando. È autore delle trasmissioni, Italia Più ed Europa Più trasmesse sulla piattaforma Sky. Successivamente ha diretto il quotidiano a tiratura nazionale Il Meridiano. 
Scrive ora per diverse testate settimanali italiane dove ha firmato tra le altre delle inchieste sul caso Emanuela Orlandi, di cui scoprì la BMW con cui fu presumibilmente rapita, sulla morte di Edoardo Agnelli e sulla Sacra Sindone, rinvenendo i documenti che comprovano gli appetiti di Hitler sulla reliquia di Torino. Ha condotto una approfondita indagine sulle foibe piemontesi e sugli eccidi successivi al 25 aprile 1945. 
Nel 2006 è stato insignito a Venezia dall'Accademia dei Sbandai dell'omonimo premio per i suoi scritti sulla Casa d'Asburgo.
Per il suo libro sul caso Parolisi ha vinto l'edizione 2013 de I sapori del giallo, rassegna di letteratura poliziesca e gastronomia che si tiene ogni anno a Langhirano.
Nel 2019 al Salone del Libro di Torino per il volume "Ucraina" riceve assieme a Fabrizio Bertot, il Premio Internazionale "Volterrani". Si è qualificato primo posto assoluto del Premio Letterario Internazionale Montefiore, con il libro "Gli Agnelli".  
Dalla fine del 2015 è portavoce della Chiesa Ortodossa italiana autocefala. In data 11 gennaio 2019, nel suo Ufficio di Vicario Generale della Chiesa, ha realizzato l'accordo di intercomunione con la Chiesa ortodossa etiope, la seconda Chiesa Ortodossa d'oriente per numero di fedeli, alla presenza del Primate Alessandro e del Metropolita per l'Europa, Abba Heryacos Legesse. 
Il 14 settembre 2020, in seguito alla rinuncia del Patriarca Alessandro (al secolo Alessandro Meluzzi), Parisi è eletto nuovo Patriarca della Chiesa Ortodossa Italiana Autocefala col nome di Cosma. Viene intronizzato il 19 settembre 2020. La Chiesa Ortodossa Italiana Autocefala, non è riconosciuta con Tomos (atto di riconoscimento patriarcale frutto di anni di trattative, come avvenuto per la Chiesa ortodossa dell'Ucraina) come canonica da nessuna maggiore autorità ortodossa ed è considerata come irregolare dal Patriarcato Ecumenico di Costantinopoli e dal Patriarcato di Mosca.

## Opere
- L'Italia delle foreste e del legno - 1992 (in collaborazione con Gianni Crovato e Fabiana Canestrelli). Edizioni Abete. ISBN BB-7047-047
- I misteri di casa Agnelli – 2011. Aliberti Editore. ISBN 978-88-7424-697-7
- E liberaci dal male, i segreti della terza loggia, scandali in Vaticano - 2012. Aliberti Editore. ISBN 978-88-7424-901-5
- Il caso Parolisi, sesso, droga e Afghanistan - 2013 (in collaborazione con Alessandro De Pascale). Imprimatur editore. ISBN 978-88-6830-041-8
- Il Califfato del terrore, gli uomini, le armi e i segreti dello Stato Islamico-2014. GVE-Guido Veneziani Editore. ISBN 978-0-9926414-0-5
- Enti Inutili, una rapina agli italiani di cui si parla e si sa Troppo poco-2015. Imprimatur editore. ISBN 978-88-6830-109-5
- Ucraina, una guerra geopolitica tra Stati Uniti e Russia - 2019 (in collaborazione con Fabrizio Bertot), Historica Editore. ISBN 978-88-33370-91-0
- Gli Agnelli-2019, Diarkos Editore. ISBN 978-88-32176-02-5
- Vita dell'avvocato Arturo Nati- Un'esistenza dedicata al fare, Antonio Delisanti Editore. ISBN 9788898791828
- Das Leben des Rechtsnwalts Arturo Nati- Ein Dasein im Dienste des Schaffens- Antonio Delisanti Editore. ISBN 9788889220863
- La Saga di Casa Savoia. Storie e retroscena di politica, guerre, intrighi e passioni- 2024 Diarkos Editore. ISBN 9788832176148